# Jocelyne Troccaz
Jocelyne Troccaz, née en 1959 en Haute-Savoie est une chercheuse en informatique française. Elle est spécialisée dans l’imagerie et la robotique médicale pour la chirurgie assistée par ordinateur,.

## Biographie

### Études
Jocelyne Troccaz passe son baccalauréat scientifique en 1976. Elle obtient un DEUG en maths-physique en 1979. Elle passe ensuite sa licence d'informatique en 1980 et sa maîtrise en 1981. En 1982, elle effectue un DEA en informatique à l'Institut polytechnique de Grenoble. 
En 1986, elle soutient sa thèse de doctorat en informatique sous la direction de Jean-Claude Latombe (en) et Christian Laugier dans ce même institut. En juillet-août 1987, elle effectue un stage postdoctoral au laboratoire de robotique de l'université Stanford. 
En 1993, elle obtient son habilitation à diriger les recherches à l'Institut National Polytechnique de Grenoble avec comme spécialité "informatique et mathématiques appliquées". 
En 2000, elle passe une licence de psychologie à l'université Lumière-Lyon-II.

### Carrière
De 1984 à 1988, elle est assistante universitaire à l'université Joseph-Fourier (devenue aujourd'hui l'université Grenoble-Alpes). En 1988, elle entre au CNRS en tant que chargée de recherche. Elle s'intéresse tout d'abord à la programmation robotique. Cette première période de sa carrière se déroule dans l'équipe "Intelligence Artificielle, Vision et Robotique" de l'IMAG puis du laboratoire LIFIA. 
En 1990, elle rejoint le laboratoire TIMC-IMAG (alors appelé TIM3), un laboratoire CNRS de Technologies pour la Santé à l'Université de Grenoble, implanté à l'intérieur du CHU. Elle commence à s'intéresser à la robotique médicale pour la chirurgie assistée par ordinateur. 
En 1998, elle y devient directrice de recherche. Elle est également enseignante vacataire à l'université de Grenoble. De 1996 à 2013 elle dirige l'équipe "Gestes Médico-Chirurgicaux Assistés par Ordinateur" du laboratoire TIMC-IMAG. De janvier 2006 à décembre 2015, elle est directrice adjointe du laboratoire TIMC-IMAG. Elle dirige le LabEx national CAMI de 2016 à fin 2022. Elle est directrice de recherche CNRS de classe exceptionnelle depuis octobre 2017. 
Elle est nommée membre de l'Académie des sciences en décembre 2022 au titre de l'inter-section "applications des sciences" et est rattachée à la section "Sciences mécaniques et informatiques".
Retraitée en mars 2024, elle devient Directrice de Recherche Emérite au CNRS, toujours au laboratoire TIMC.

### Vie privée
Elle est mariée et a un enfant.

## Honneurs et distinctions
- 2010 : Élue Fellow de la société Medical Image Analysis and Computer Assisted Interventions (MICCAI)[6]
- 2013 : Prix de l’Académie Nationale de Chirurgie
- 2014 : Membre de l'Académie Nationale de Chirurgie
- 2015 : Médaille d’argent du CNRS[7]
- 2016 :  Chevalier de la Légion d'honneur[8]
- 2018 : Élue Fellow de l'Institute of Electrical and Electronics Engineers[4]
- 2022 : Prix "impact durable" (MICCAI Enduring Impact Award) de la société MICCAI[9]
- 2022 : Nomination à l'Académie des sciences[5]
- 2023 :  Officier de l'ordre national du Mérite[10]